# Brigadni general (ZDA)
Brigadni general (izvirno angleško Brigadier General) je enozvezdni (najnižji) generalski vojaški čin (plačilni razred: O-7), ki je v uporabi v Kopenski vojni, Vojnem letalstvu in Korpusu mornariške pehote ZDA, 
Nižji čin je polkovnik in višji generalmajor. Enakovreden je činu kontraadmirala (spodnja polovica) v drugih Uniformiranih službah ZDA.

## Zakonske omejitve
Pravni zakonik ZDA izrecno omejuje skupno število generalov na aktivnem služenju. Skupno število aktivnih generalov je tako omejeno sledeče: 302 Kopenska vojska, 279 Vojno letalstvo in 80 Korpus mornariške pehote ZDA. Nekatera mesta so rezervirana ali so dodeljena s položajem.

## Povišanje, napredovanje in služenje
Za povišanje v stalni čin brigadnega generala morajo potencialni kandidati iti skozi preiskovalni postopek, ki ga opravi odbor generalov iz svoje veje oboroženih sil . Napredovalni odbor tako sestavi seznam častnikov, ki jih predlaga za povišanje. Seznam je nato predan sekretarju veje oboroženih sil (za kopensko vojsko, za vojno mornarico, za vojno letalstvo) in Združenemu štabu Oboroženih sil v pregled, nakar pa je preko sekretarja za obrambo poslan predsedniku ZDA. Predsednik nato na predloge zgoraj naštetih predlaga častnike za povišanje, a lahko hkrati oz. tudi predlaga kateregakoli drugega častnika, ki ni na seznamu, v primeru če je to v interesu države, a je to izredno redko. Senat ZDA mora nato potrditi kandidata z večinskim glasovanjem, predno je častnik povišan. V primeru, če je kandidat namenjen za položaj, ki prinaša čin brigadnega generala, predsednik prav tako mora predlagati ustreznega kandidata. Za vse tri uniformirane službe morajo kandidati čez postopek preverbe, predno grejo predlogi pred Senat, saj so enozvezdni in dvozvezdni čini stalni osebni čini. Tako general obdrži svoj čin, tudi če zapusti položaj, ki zahteva čin brigadnega generala.
Čas služenja brigadnega generala je odvisen od položaja, zakonika ali/oz. če je častnik ponovno umeščen na položaj, je tipična doba služenja brigadnega generala med dvema in štirimi leti.

## Upokojitev
Razen prostovoljne upokojitve zakonik predvideva število mandatov za upokojitev. Vsi brigadni generali se morajo upokojiti po petih letih v činu ali po 35 letih službe (kar pride kasneje), razen v primeru, če je bil izbran ali predlagan za povišanje ali je bil ponovno imenovan v čin, da bi lahko služil dalje. Drugače pa se morajo vsi generalni častniki upokojiti mesec po dopolnjenem 64. letu. Toda sekretar za obrambo ZDA lahko zadrži generalovo upokojitev do 66. rojstnega dne in predsednik ZDA lahko to stori do 68. rojstnega dne. Generali pa se po navadi upokojijo že prej, tako da omogočijo napredovanje mlajšim častnikom.

## Zgodovina
Čin je v uporabi Oboroženih sil ZDA vse od ameriške osamosvojitvene vojne. Brigadni general je bil prvi izključno pehotni častnik, ki je poveljeval brigadi, a so se dolžnosti čina v 19. in 20. stoletju zelo spremenljive.
V času priprave na vojno leta 1812 (med 16. marcem 1802 in 11. januarjem 1812) je bil čin generalmajorja ukinjen, s čimer je čin brigadnega generala postal najvišji čin Kopenske vojske ZDA.
Prvi brigadni general Korpusa mornariške pehote ZDA je bil komandant korpusa Archibald Henderson, ki je postal brevetni brigadni general v 30. letih 19. stoletja za zasluge med drugo seminolsko vojno. Prvi nebrevetni brigadni general marincev je bil komandant Jacob Zeilin, ki je bil povišan v ta čin leta 1874. Upokojil se je že čez dve leti, tako da je naslednji brigadni general postal komandant Charles Heywood, ko je bil povišan marca 1899. Od leta 1908 so vsi komandanti korpusa obvezno imeli čin brigadnega generala.
Oznaka čina je ena srebrna zvezda, ki se nosi na ramenski epoleti oz. ovratniku; sama oznaka se ni spremenila vse od ustvaritve čina.
Danes v Kopenski vojski in Korpusu mornariške pehote ZDA brigadni general običajno služi kot namestnik poveljnika divizije oz. enote v moči divizije. Lahko poveljuje tudi samostojni brigadi.